# 1115
Il 1115 (MCXV in numeri romani) è un anno  del XII secolo.

## Eventi
- Viene fondata l'Abbazia di Chiaravalle da san Bernardo di Chiaravalle.
- Anselmo di Laon diviene arcidiacono di Laon.
- Pietro Abelardo diventa canonico della Cattedrale di Notre-Dame a Parigi.
- Viene edificato da Baldovino I di Gerusalemme il castello crociato di Montreal.
- Stefano d'Inghilterra diventa conte di Mortain.
- 11 febbraio: L'imperatore Enrico V di Franconia viene sconfitto dai principi sassoni guidati da Lotario II a Welfesholz.[1]
- Nasce la Repubblica fiorentina, che diventerà poi una delle più grandi potenze dell'epoca.
- 14 settembre: Battaglia di Sarmin - L'esercito crociato comandato dal reggente del Principato di Antiochia, Ruggero di Salerno, sorprese e mise in rotta l'esercito dei turchi selgiuchidi condotto da Bursuq bin Bursuq di Hamadan.

## Nati
- 18 aprile - Gertrude di Supplimburgo, nobile tedesca († 1143)
- Abu l-Fath al-Khazini, astronomo e fisico bizantino († 1155)
- Ugo Eteriano, teologo italiano († 1182)
- Fulk I FitzWarin, tedesco († 1171)
- Giuditta di Babenberg, nobile tedesca († 1169)
- Guelfo I di Toscana, marchese tedesco († 1191)
- Erling Skakke, conte norvegese († 1179)
- Al-'Abbas ibn Abi l-Futuh, berbero († 1154)
- Maione da Bari, funzionario longobardo († 1160)
- Magnus IV di Norvegia, re norvegese († 1139)

## Morti
- 4 aprile - Pietro di Poitiers, vescovo francese
- 16 aprile - Magnus Erlendsson, conte e santo
- 22 maggio - Leone Marsicano, cardinale, vescovo cattolico e monaco cristiano italiano
- 8 luglio - Pietro l'eremita, francese
- 24 luglio - Matilde di Canossa, nobildonna italiana (n. 1046)
- 27 settembre - Bonfiglio di Foligno, vescovo cattolico e abate italiano
- 28 settembre - Ismidone di Die, vescovo cattolico e santo francese
- 8 novembre - Goffredo di Amiens, vescovo, abate e santo francese (n. 1066)
- 20 novembre - Udalschalk di Lurngau, nobile tedesco
- 22 dicembre - Olav Magnusson di Norvegia, re (n. 1099)
- 23 dicembre - Ivo di Chartres, vescovo cattolico e santo francese (n. 1040)
- 30 dicembre - Teodorico II di Lorena, duca
- Arimanno da Gavardo, vescovo cattolico italiano
- Domnall mac Taidc, principe irlandese
- Adelaide di Fiandra, sovrana olandese
- Gerberga di Provenza, contessa
- Warin di Metz, tedesco (n. 1050)
- Roberto di Alife, nobile normanno
- Tanchelmo, predicatore
- Muhammad ibn al-Hayy

## Calendario
| Calendario 1115 | Calendario 1115 | Calendario 1115 | Calendario 1115 | Calendario 1115 | Calendario 1115 | Calendario 1115 | Calendario 1115 | Calendario 1115 | Calendario 1115 | Calendario 1115 | Calendario 1115 | Calendario 1115 | Calendario 1115 | Calendario 1115 | Calendario 1115 | Calendario 1115 | Calendario 1115 | Calendario 1115 | Calendario 1115 | Calendario 1115 | Calendario 1115 | Calendario 1115 | Calendario 1115 | Calendario 1115 | Calendario 1115 | Calendario 1115 | Calendario 1115 | Calendario 1115 | Calendario 1115 | Calendario 1115 | Calendario 1115 | Calendario 1115 |
| --------------- | --------------- | --------------- | --------------- | --------------- | --------------- | --------------- | --------------- | --------------- | --------------- | --------------- | --------------- | --------------- | --------------- | --------------- | --------------- | --------------- | --------------- | --------------- | --------------- | --------------- | --------------- | --------------- | --------------- | --------------- | --------------- | --------------- | --------------- | --------------- | --------------- | --------------- | --------------- | --------------- |
|                 | 1               | 2               | 3               | 4               | 5               | 6               | 7               | 8               | 9               | 10              | 11              | 12              | 13              | 14              | 15              | 16              | 17              | 18              | 19              | 20              | 21              | 22              | 23              | 24              | 25              | 26              | 27              | 28              | 29              | 30              | 31              |                 |
| Gennaio         | Ve              | Sa              | Do              | Lu              | Ma              | Me              | Gi              | Ve              | Sa              | Do              | Lu              | Ma              | Me              | Gi              | Ve              | Sa              | Do              | Lu              | Ma              | Me              | Gi              | Ve              | Sa              | Do              | Lu              | Ma              | Me              | Gi              | Ve              | Sa              | Do              |                 |
| Febbraio        | Lu              | Ma              | Me              | Gi              | Ve              | Sa              | Do              | Lu              | Ma              | Me              | Gi              | Ve              | Sa              | Do              | Lu              | Ma              | Me              | Gi              | Ve              | Sa              | Do              | Lu              | Ma              | Me              | Gi              | Ve              | Sa              | Do              |                 |                 |                 |                 |
| Marzo           | Lu              | Ma              | Me              | Gi              | Ve              | Sa              | Do              | Lu              | Ma              | Me              | Gi              | Ve              | Sa              | Do              | Lu              | Ma              | Me              | Gi              | Ve              | Sa              | Do              | Lu              | Ma              | Me              | Gi              | Ve              | Sa              | Do              | Lu              | Ma              | Me              |                 |
| Aprile          | Gi              | Ve              | Sa              | Do              | Lu              | Ma              | Me              | Gi              | Ve              | Sa              | Do              | Lu              | Ma              | Me              | Gi              | Ve              | Sa              | Do              | Lu              | Ma              | Me              | Gi              | Ve              | Sa              | Do              | Lu              | Ma              | Me              | Gi              | Ve              |                 |                 |
| Maggio          | Sa              | Do              | Lu              | Ma              | Me              | Gi              | Ve              | Sa              | Do              | Lu              | Ma              | Me              | Gi              | Ve              | Sa              | Do              | Lu              | Ma              | Me              | Gi              | Ve              | Sa              | Do              | Lu              | Ma              | Me              | Gi              | Ve              | Sa              | Do              | Lu              |                 |
| Giugno          | Ma              | Me              | Gi              | Ve              | Sa              | Do              | Lu              | Ma              | Me              | Gi              | Ve              | Sa              | Do              | Lu              | Ma              | Me              | Gi              | Ve              | Sa              | Do              | Lu              | Ma              | Me              | Gi              | Ve              | Sa              | Do              | Lu              | Ma              | Me              |                 |                 |
| Luglio          | Gi              | Ve              | Sa              | Do              | Lu              | Ma              | Me              | Gi              | Ve              | Sa              | Do              | Lu              | Ma              | Me              | Gi              | Ve              | Sa              | Do              | Lu              | Ma              | Me              | Gi              | Ve              | Sa              | Do              | Lu              | Ma              | Me              | Gi              | Ve              | Sa              |                 |
| Agosto          | Do              | Lu              | Ma              | Me              | Gi              | Ve              | Sa              | Do              | Lu              | Ma              | Me              | Gi              | Ve              | Sa              | Do              | Lu              | Ma              | Me              | Gi              | Ve              | Sa              | Do              | Lu              | Ma              | Me              | Gi              | Ve              | Sa              | Do              | Lu              | Ma              |                 |
| Settembre       | Me              | Gi              | Ve              | Sa              | Do              | Lu              | Ma              | Me              | Gi              | Ve              | Sa              | Do              | Lu              | Ma              | Me              | Gi              | Ve              | Sa              | Do              | Lu              | Ma              | Me              | Gi              | Ve              | Sa              | Do              | Lu              | Ma              | Me              | Gi              |                 |                 |
| Ottobre         | Ve              | Sa              | Do              | Lu              | Ma              | Me              | Gi              | Ve              | Sa              | Do              | Lu              | Ma              | Me              | Gi              | Ve              | Sa              | Do              | Lu              | Ma              | Me              | Gi              | Ve              | Sa              | Do              | Lu              | Ma              | Me              | Gi              | Ve              | Sa              | Do              |                 |
| Novembre        | Lu              | Ma              | Me              | Gi              | Ve              | Sa              | Do              | Lu              | Ma              | Me              | Gi              | Ve              | Sa              | Do              | Lu              | Ma              | Me              | Gi              | Ve              | Sa              | Do              | Lu              | Ma              | Me              | Gi              | Ve              | Sa              | Do              | Lu              | Ma              |                 |                 |
| Dicembre        | Me              | Gi              | Ve              | Sa              | Do              | Lu              | Ma              | Me              | Gi              | Ve              | Sa              | Do              | Lu              | Ma              | Me              | Gi              | Ve              | Sa              | Do              | Lu              | Ma              | Me              | Gi              | Ve              | Sa              | Do              | Lu              | Ma              | Me              | Gi              | Ve              |                 |